# (5503) 1985 CE2
(5503) 1985 CE2 es un asteroide perteneciente al cinturón de asteroides descubierto el 13 de febrero de 1985 por Henri Debehogne desde el Observatorio de La Silla, Chile.

## Designación y nombre
Designado provisionalmente como 1985 CE2.

## Características orbitales
1985 CE2 está situado a una distancia media del Sol de 2,548 ua, pudiendo alejarse hasta 2,806 ua y acercarse hasta 2,291 ua. Su excentricidad es 0,101 y la inclinación orbital 5,436 grados. Emplea 1486,12 días en completar una órbita alrededor del Sol.

## Características físicas
La magnitud absoluta de 1985 CE2 es 12,9. Tiene 7,357 km de diámetro y su albedo se estima en 0,248. 